# Keynote Records

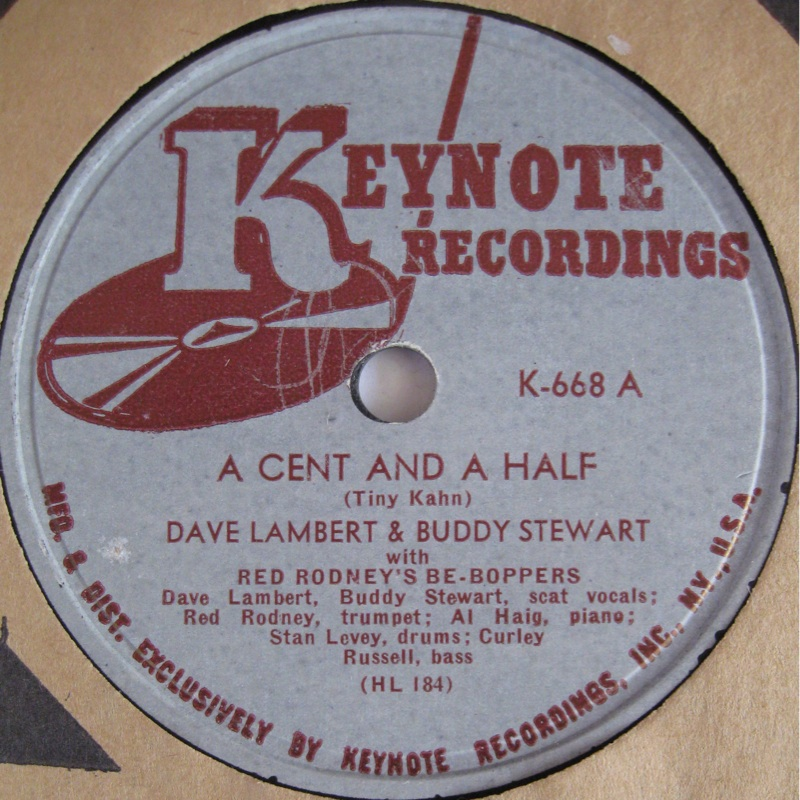
Keynote 78er von Dave Lambert & Buddy Stewart mit Red Rodney's Be-Boppers: „A Cent and a Half“ (1947)

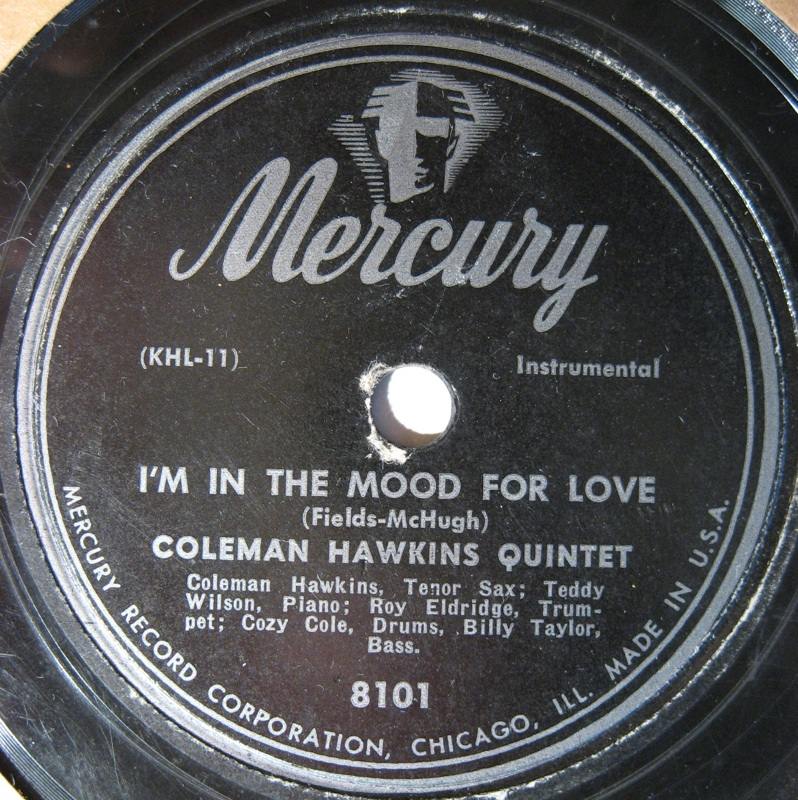
Coleman Hawkins: „I'm in the Mood for Love“, Aufnahme vom 31. Januar 1944 für Keynote Records, die später bei Mercury Mercords erschien

Keynote Records war ein US-amerikanisches Jazz-Schallplattenlabel.

## Labelgeschichte
Das Schallplattenlabel „Keynote Records“ wurde 1940 von Eric Bernay, der als Kassenwart für das Magazin New Masses arbeitete, gegründet. Zuerst erschien eine Wiederveröffentlichung von Liedern aus der Sowjetunion, die im Spanischen Bürgerkrieg gesungen worden waren. 1943 kam der Musikproduzent Harry Lim hinzu und begann auf Keynote Jazzplatten aufzunehmen und zu veröffentlichen. 1943 erschien dann der erste große Hit von Dinah Washington, „Evil Gal Blues“ auf dem Label. Eine der ersten bedeutenden Jazzsessions fand am 31. Januar 1944 statt; Coleman Hawkins nahm mit Roy Eldridge und Teddy Wilson mehrere Takes von „I Only Have Eyes for You“ und „Bean at the Met“ auf, die erste Anklänge an den entstehenden Bebop aufzeigten.
Auf Keynote Records wurden auch Platten von Red Norvo, Benny Carter und Lester Young herausgegeben. Das Spektrum der Aufnahmen reichte vom Dixieland bis zum Cool Jazz; der letzte Star des Labels war der Pianist Lennie Tristano. 1947 nahmen noch Dave Lambert und Buddy Stewart mit Red Rodney und einer All-Star-Gruppe aus Bebop-Musikern auf; im Jahr 1948 ging Keynote Records bankrott; der Katalog wurde danach von Mercury Records übernommen.

## Sammlung
1986 erschien unter der Leitung des ursprünglichen Produzenten Harry Lim und Kiyoshi Koyama eine Box mit 21 LPs mit dem kompletten Repertoire (Originalaufnahmen und "alternate takes") des Keynote-Labels: The Complete KEYNOTE Collection, 21-LPs, aufgenommen zwischen 14. März 1941 und 23. Mai 1947. Darin sind Aufnahmen von:
- George Hartman and his Orchestra,
- Lester Young Quartett (Johnny Guarnieri, Slam Stewart, Sid Catlett),
- Lionel Hampton Sextett mit Dinah Washington (Arnett Cobb, Milt Buckner),
- "Little Jazz" and his Trumpet Ensemble (Roy Eldridge, Joe Thomas, Emmett Berry, Johnny Guarnieri, Israel Crosby, Cozy Cole),
- Coleman Hawkins Quintett feat. Teddy Wilson (Roy Eldridge, Billy Taylor, Cozy Cole),
- Coleman Hawkins Quartett (Teddy Wilson, Israel Crosby, Cozy Cole),
- Cozy Cole All Stars (Joe Thomas, Trummy Young, Coleman Hawkins, Earl Hines, Billy Taylor),
- Kansas City Seven (Buck Clayton, Dicky Wells, Lester Young, Count Basie, Freddie Green, Rodney Richardson, Jo Jones),
- Charlie Shavers Quintett feat. Earl Hines (Tab Smith, Al Lucas, Jo Jones),
- Coleman Hawkins and his Sax-Ensemble (Tab Smith, Don Byas, Harry Carney, Johnny Guarnieri, Al Lucas, Sid Catlett),
- Coleman Hawkins All American Four (Teddy Wilson, John Kirby, Sid Catlett),
- Benny Morton Trombone Choir (Vic Dickenson, Bill Harris, Claude Jones, Johnny Guarnieri, Al Hall, Sid Catlett),
- Rex Stewart Big Eight (Lawrence Brown, Tab Smith, Harry Carney, Johnny Guarnieri, Sid Weiss, Cozy Cole),
- The Keynoters (Charlie Shavers, Jonah Jones, Budd Johnson, Johnny Guarnieri, Milt Hinton, J. C. Heard),
- Pete Brown's All Star Quintett feat. Kenny Kersey (Joe Thomas, Milt Hinton, J. C. Heard),
- Red Norvo All Star Sextett (Aaron Sachs, Teddy Wilson, Remo Palmieri, Slam Stewart),
- Billy Taylor's Big Eight (Emmett Berry, Vernon Brown, Johnny Hodges, Harry Carney, Johnny Guarnieri, Cozy Cole),
- Jonah Jones and his Orchestra (Tyree Glenn, Hilton Jefferson, Milt Hinton, J. C. Heard),
- George Hartman and his Orchestra feat. Frank Froebe (Vernon Brown, Jack Lesberg, George Wettling),
- Red Norvo's All Star Septett (Joe Thomas, Vic Dickenson, Hank D’Amico, Teddy Wilson, Slam Stewart, Specs Powell),
- Coleman Hawkins Quintett (Buck Clayton, Teddy Wilson, Slam Stewart, Denzil Best),
- Charlie Shavers' All American Five (Coleman Hawkins, Teddy Wilson, Billy Taylor, Denzil Best),
- George Wettling's New Yorkers (Joe Thomas, Jack Teagarden, Hank D'Amico, Coleman Hawkins, Herman Chittison, Billy Taylor),
- Cozy Cole and his Orchestra (Shorty Rogers, Vernon Brown, Aaron Sachs, Don Byas, Billy Taylor),
- Barney Bigard Quintett (Joe Thomas, Johnny Guarnieri, Billy Taylor, Cozy Cole),
- Willie Smith and his Orchestra (Billy May, Murray McEachern, Arnold Ross, Les Paul, Nick Fatool),
- Corky Corcoran and his Orchestra feat. Emmett Berry (Willie Smith, Dodo Marmarosa, Nick Fatool),
- Chubby Jackson and his Orchestra (Howard McGhee, Bill Harris, Flip Phillips, Ralph Burns, Billy Bauer, Dave Tough),
- Bill Harris and his Septett (Pete Candoli, Flip Phillips, Ralph Burns, Billy Bauer, Chubby Jackson, Alvin Burroughs),
- Milt Hinton and his Orchestra (Jonah Jones, Tyree Glenn, J. C. Heard),
- J. C. Heard Quintett (Buck Clayton, Flip Phillips, Johnny Guarnieri, Milt Hinton),
- Irving Fazolas Dixielanders,
- Bud Freeman and his Orchestra (Billy Butterfield, Vernon Brown, Ernie Caceres, Gene Schroeder, Carl Kress, Bob Haggart, George Wettling),
- Bud Freeman's All Star Orchestra (Joe Sullivan, Carmen Mastren, Sid Weiss, George Wettling, Peanuts Hucko, Wild Bill Davison, Edmond Hall, Gene Schroeder, Bob Casey, Dave Tough, Charlie Shavers, Vernon Brown, John Simmons),
- Jonah Jones and his Orchestra (Hilton Jefferson, Joe Thomas sax, Buster Harding, Milt Hinton, Cozy Cole),
- Chubby Jackson's Rhythm (Tony Aless, Billy Bauer, Arnold Fishkin, Shelly Manne),
- Ted Nash Quintett (Joe Thomas tp, Trigger Alpert, J. C. Heard, Marie Bryant),
- The Keynoters (Willie Smith, Nat King Cole, Red Callender),
- Babe Russin Quartet (Arnold Ross, Red Callender, Jackie Mills),
- Mannie Klein All Stars (Babe Russin, Skitch Henderson, George Van Eps, Artie Shapiro),
- Babe Russin Quintett
- Herbie Haymers Orchestra (Clyde Hurley, Dave Barbour, Nick Fatool),
- Clyde Hurley and his Orchestra (Babe Russin, Murray McEachern, Dave Barbour, Artie Bernstein, Nick Fatool),
- Arnold Ross Quintett (Benny Carter, Arnold Ross, Allan Reuss, Artie Bernstein, Nick Fatool),
- Juan Tizol and his Orchestra (Dick Cathcart, Willie Smith, Babe Russin, Arnold Ross, Irving Ashby, Nick Fatool),
- Benny Carter Quintett (Sonny White ?, g, b & dm unbekannt),
- Mary Bryant (Peanuts Hucko, Bernie Leighton, Trigger Alpert, J. C. Heard),
- Ann Hathaway with Ellis Larkins and his Orchestra (Irving Mouse Randolph, Henderson Chambers, Edmond Hall, Al Hall, Jimmy Crawford),
- Gene Sedric Orchestra (Lincoln Mills, Al Casey, Slick Jones),
- Bernie Leighton Quintett and Quartett (Peanuts Hucko, Hy White, Trigger Alpert, J. C. Heard),
- Joe Thomas and his Orchestra (Tyree Glenn, Hilton Jefferson, Jerry Jerome, Bernie Leighton, Hy White, Billy Taylor, Lee Abrams),
- George Barnes Sextett
- Danny Hurd Orchestra (Louis Mucci, Barry Galbraith, Al Hall, Dave Tough),
- Bill Harris and his New Music (John LaPorta, Ralph Burns, George Barnes, Chubby Jackson, Barrett Deems),
- Dave Lambert and Buddy Stewart with Red Rodneys Be-Boppers (Al Haig, Curley Russell, Stan Levey),
- Neal Hefti and his Orchestra (Kai Winding, Charlie Ventura, Tony Aless, Billy Bauer, Chubby Jackson, Alvin Stoller, Frances Wayne),
- Red Rodney's Be-Boppers (Allen Eager, Serge Chaloff, Al Haig, Chubby Jackson, Tiny Kahn),
- Lennie Tristano Trio (Billy Bauer, Clyde Lombardi)